# Foglietto embrionale
I foglietti embrionali o foglietti germinativi indicano, nella biologia dello sviluppo degli organismi pluricellulari, la prima differenziazione di un embrione in diversi strati cellulari, dai quali successivamente si sviluppano i tessuti, gli organi e gli apparati/sistemi. 

## Descrizione
Essi sono:
- ectoderma;
- endoderma;
- mesoderma.

La trasformazione di cellule di un foglietto embrionale in cellule di un altro viene chiamata transdifferenziazione.
La cellula primordiale ha già i suoi segmenti definiti. Dorsalmente si verrà a delineare la futura zona ectoblastica, ventralmente la futura zona entoblastica, e in ultimo fra le due un abbozzo della futura zona mesoblastica. Ciascuna darà origine rispettivamente:
- foglietto ectoblastico: tessuti nervosi ed epiteliali; epidermide, epiteli di rivestimento tubo digerente iniziale e finale (stomodeo e proctodeo), ghiandole epidermiche, epiteli respiratori (eccetto i polmoni dei vertebrati), recettori di senso, sistema nervoso.

- foglietto endoblastico: tessuti dell'apparato digerente (non iniziale e finale), ghiandole annesse al tubo digerente, epiteli polmonari dei vertebrati;

- foglietto mesoblastico: strutture connettive, apparato circolatorio, sistema muscolare, scheletro interno, organi escretori, rivestimento cavità celomatiche, gonadi.